# Diecezja Sanggau
Diecezja Sanggau – rzymskokatolicka diecezja w Indonezji. Powstała w 1968 roku jako prefektura apostolska Sekadau, podniesiona do rangi diecezji w roku 1982.

## Biskupi
- Prefekci apostolscy  Sekadau:
  - O. Michael Di Simone, C.P. (1968–1972)
  - O. Domenico Luca Spinosi, C.P. (1972–1982)
- Biskupi Sanggau:
  - Bp Giulio Mencuccini, C.P. (1990−2022)
  - Bp Valentinus Saeng (od 2022)